# Euphorbia tirucalli
Euphorbia tirucalli L., 1753 è una pianta della famiglia delle Euforbiacee, originaria dell'Africa subsahariana.

## Descrizione

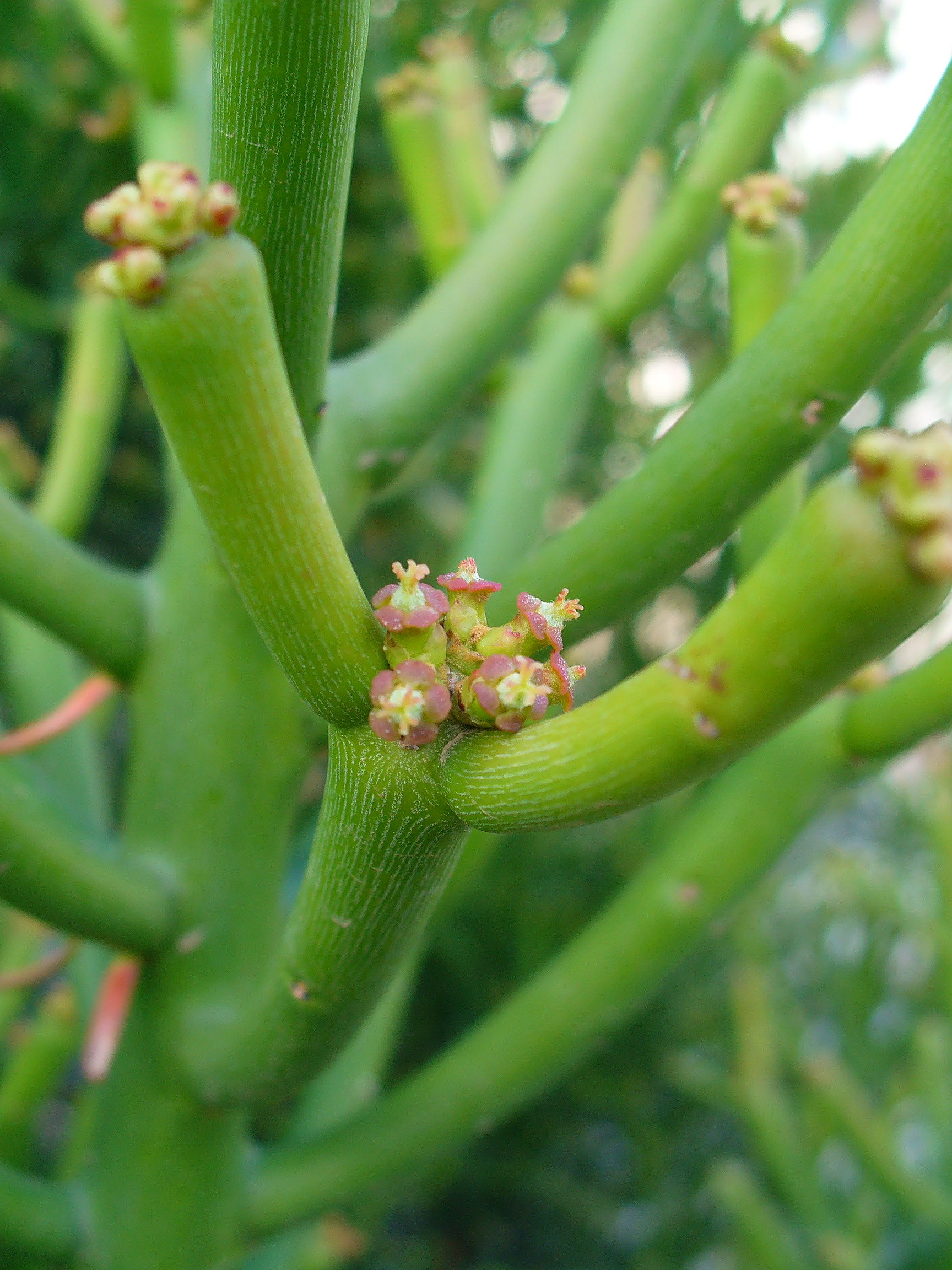
Infiorescenza

È una pianta succulenta che cresce in forma di arbusto o piccolo albero, con fusti articolati in piccoli segmenti di forma cilindrica, cui si deve il nome comune di "albero delle matite". I fusti più vecchi tendono a lignificare, quelli più giovani sono di colore verde brillante e contengono un lattice biancastro, molto irritante.
Le foglie, lanceolate, subsessili, molto piccole, crescono all'apice delle ramificazioni più giovani, e hanno breve durata.
L'infiorescenza è un denso grappolo di ciazi subsessili con brattee che formano un involucro a forma di coppa, che può contenere solo fiori maschili o occasionalmente pochi fiori femminili.

## Distribuzione e habitat
L'areale nativo di E. tirucalli comprende l'Africa orientale, centrale e meridionale. È stata introdotta in vari paesi della fascia tropicale tra cui il Brasile, l'India il Vietnam e le Filippine.
Il suo habitat tipico sono le zone aride e calde, dove forma spesso aggregazioni molto dense.